# ابایاهناهلی
ابایاهناهلی (به لاتین: Abbaiahnahalli) یک روستا در هند است که در کارناتاکا واقع شده‌است.